# Pitcher (New York)
Pitcher è un comune (town) degli Stati Uniti d'America, situato nello stato di New York, nella contea di Chenango.